# タルボット郡 (ジョージア州)

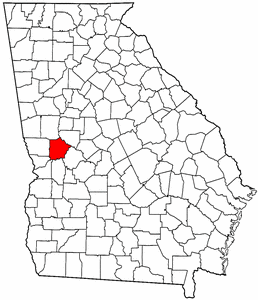

タルボット郡（Talbot County）は、アメリカ合衆国ジョージア州にある郡である。人口は6,337人（2015年推計）。郡庁所在地はタルボットンである。

## 地理
アメリカ合衆国統計局によると、この郡は総面積1,022 km2 (395 mi2) である。このうち1,018 km2 (393 mi2) が陸地で4 km2 (2 mi2) が水地域である。総面積の0.39%が水地域となっている。

## 人口動勢
2000年現在の国勢調査で、この郡は人口6,498人、2,538世帯、及び1,824家族が暮らしている。人口密度は6/km2 (16/mi2) である。3/km2 (7/mi2) の平均的な密度に2,871軒の住宅が建っている。この郡の人種的な構成は白人36.80%、アフリカン・アメリカン61.59%、先住民0.23%、アジア0.28%、太平洋諸島系0.02%、その他の人種0.26%、及び混血0.83%である。ここの人口の1.26%はヒスパニックまたはラテン系である。
この郡内の住民は24.20%が18歳未満の未成年、18歳以上24歳以下が7.70%、25歳以上44歳以下が26.90%、45歳以上64歳以下が26.80%、及び65歳以上が14.40%にわたっている。中央値年齢は40歳である。女性100人ごとに対して男性は87.50人である。18歳以上の女性100人ごとに対して男性は84.40人である。
この郡内の世帯ごとの平均的な収入は26,611米ドルであり、家族ごとの平均的な収入は35,208米ドルである。男性は29,186米ドルに対して女性は19,438米ドルの平均的な収入がある。この郡の一人当たりの収入 (per capita income) は14,539米ドルである。人口の24.20%及び家族の19.90%は貧困線以下である。全人口のうち18歳未満の39.10%及び65歳以上の19.70%は貧困線以下の生活を送っている。

## 都市及び町
- Geneva
- Junction City
- タルボットン
- ウッドランド